# Georgios Kedrenos
Georgios Kedrenos (řecky: Γεώργιος Κεδρηνός) byl byzantský historik 11. století. V jeho polovině sepsal Synopsis historion (Συνοψις Ἱστοριων). Kniha popisuje celé lidské dějiny, od biblického stvoření až po Kedrenovu dobu (končí rokem 1057). Pro moderní historiografy je text obzvláště cenný tím, že jako jeden z mála starověkých písemných zdrojů se věnuje dění u Chazarů po roce 969 (tedy po vyplenění Itila). Zajímavý je také popis vzpour Samaritánů za vlády Justiniána I. Kedrenos čerpal z děl Pseudo-Symeona Magistra, Georgia Synkella, Theofana Homologeta a události po roce 811 téměř doslovně opsal z kroniky Ioanna Skylitzese, s nímž se pravděpodobně znal. I jiné zdroje přebíral často doslovně, proto není považován za autora příliš originálního. Jeden z pozdních rukopisů Synopsis historion uchovává báseň (anonymní, ale předpokládá se, že je od Kedrena), která odvozuje jeho příjmení od místa, kde se narodil, malé vesnice Cedrus (nebo Cedrea) v anatolské provincii. Báseň ho také identifikuje jako proedra, vysokého dvorního úředníka. Než se Kedrenos stal proedrem, mohl mít poněkud nižší hodnost vestarches. Úředník toho jména je totiž znám z řady pečetí z 11.–12. století nalezených převážně v Podunají, ale také na Krymu. Zda jde o stejnou osobu, je však nejisté. Datum narození a ani smrti není známo.